# Eric Clapton Stratocaster
Eric Clapton Stratocaster je potpisani model, električna gitara prizvedena za engleskog gitaristu, pjevača i skladatelja Eric Claptona. Ovaj model je bio prvi potpisani model koji je proizvela tvrtka Fender.  

## Osvrt na početak
Još 1981. godine Fender je neformalno razgovarao o proizvodnji potpisanog modela Telecaster modela s legendarnim James Burtonom, ali međutim ta suradnja nije se ostvarila. Nešto kasnije, 1990. godine nastavljeni su razgovori s gitaristom Jeff Beckom, koji se u prvotnoj zamisli suglasio s proizvodnjom Fender Stratocaster potpisanog modela, da bi se na kraju ipak odlučio da mu ogledni model bude Strat Plus iz 1987. godine.

U kratkom vremenu sviranja s engleskom rock skupinom The Yardbirds Eric Clapton je koristio model Telecaster i Jazzmaster, stvarajući tim modelima status "gitara za bogove", kao što su ih već imali "njegovi" Les Paul, Firebird, ES-335 modeli. S britanskim rock sastavom Cream promovirao je Gibson SG model.

Međutim, 1970. godine pod utjecajem svog bivšeg bubnjara Steve Winwooda iz blues rock sastava Blind Faith, za svoj odabir gitare pri snimanju studijskog albuma Layla and Other Assorted Love Songs (s novim blues rock sastavom Derek and the Dominos) koristio je tabacco sunburst Stratocaster model proizveden 1956. godine, kojeg je od milja nazvao "Brownie" (smeđi). Nedugo zatim, od dijelova Stratocastera iz '50-ih godina stvorio je svoju omiljenu "Blackie" (crnu) gitaru, koju je koristio dugi niz godina. Nakon prestanka korištenja Blackie modela u suradnji s Fender Custom Shopom Eric će raditi na proizvodnji novog potpisanog modela, koji će biti baziran na izvornom instrumentu. Obje gitare (Brownie, i Blackie) kasnije će prodati na aukciji za rekordno visoku cijenu.

1985. godine dizajner Dan Smith predložio je Claptonu plan da razmotri mogućnosti izgradnje gitare i plasmanu na tržištu pod njegovim vlastitim specifikacijama, i vlastitim imenom. Clapton je na tu ideju iznio svoju viziju modela koji bi bio točna kopija Blackie gitare, ali s mekanim "V" formatom vrata gitare što je bio dizajn u ranih Martin modela. Vrat gitare ugradio bi se u tijelo Fenderova Elite Stratocaster modela. U međuvremenu napravljen je i drugi prototip model s nešto blažim "V" formatom vrata. Među ostalim značajkama u model je ugrađen "MDX mid-boost circuit" od 12 db, što je u biti aktivni elektronički krug koji je prvi puta predstavljen 1983. godine u Fender Elite Stratocaster modelu. MDX elektronički krug u osnovi snagu jednostrukog elektromagneta pretvara u tipični zvuk dvostrukog iz '80-ih godina. Ovaj model razvili su James Demetre i John Carruthers.
Zbog Claptonove želje za izvlačenjem što veće 'kompresije' elite model zamijenjen je s Gold Lace Sensor elektromagnetom, koji je ažuriran u MDX elektronički krug čineći tako do 25 db pojačanja, i srednjeg opsega snage oko 500 Hz-a.

Lace Sensors elektromagnete Clapton je prvi puta koristio na tri potpisana prototip modela koje je izgradio Georg Blanda. Jedan model izgrađen je u torino red završnici, a druga dva u sivoj pewter metalik boji (korišteni na koncertnim turnejama Prince Trust Live Aid, Live in Montreux i Eric Clapton and friends Live 1986.)

Dva modela u boji kositra izgradio je teksaški graditelj instrumenata Michael Stevens. Modeli su imali utisnuta 22., praga u vratu gitare, od kojih je jedan model bio u dizajniran u veljači 1988. godine s 'flame' motivom (poprečne tamne linije na poleđini vrata i glave gitare), a drugi model u rujnu iste godine s 'birdseye' stilom dizajna - oslikanim motivom hvataljke vrata gitare. Iduće, 1989. godine tijelo gitare urađeno je u candy green završnici. 
Uzgred, zbog velikih problema s Fenderovim Freeflyte Tremolom koncept Elite Strat nakon dvije godine proizvodnje je ukinut.

Poznato je da je Clapton kao strastveni pušač na stražnjoj glavi jednog modela gitare imao ugrađen držač za cigaretu (cigaršpic), i tu gitaru nazvao je 'smoker' gitara. Kasnije je ona postala temeljni obrazac za konačni oblik završne proizvodne verzije, koja je bila dostupna u torino red, candy green i pewter završnici.
Na osobni zahtjev Clapton je radio preinake na modelima, tako je 1990. godine uz pomoć majstora graditelja Jay W. Blacka modelu gitare s 'flame' dizajnom, izvadio vrat gitare, i ugradio ga u novo tijelo izrađeno u crnoj završnici od johe.

Zatim slijedi 1991. godine model u crnoj, i 1994. godine u olympic white završnici. Ovi nabrojani modeli bili su glavni Claptonovi modeli gitara koje je koristio od 1988. – 1993. godine kako za snimanje materijala u studiju, tako i u nastupima uživo.

## Vanjske poveznice
- Eric Clapton 10th Anniversary of Crossroads Antigua[neaktivna poveznica], opisni sadržaj na guitarnoize.com.